# Orchis galilaea
Orchis galilaea är en orkidéart som först beskrevs av Joseph Friedrich Nicolaus Bornmüller och Carl Theodor Maximilian Schulze, och fick sitt nu gällande namn av Rudolf Schlechter. Orchis galilaea ingår i släktet nycklar, och familjen orkidéer. Inga underarter finns listade i Catalogue of Life.

## Bildgalleri

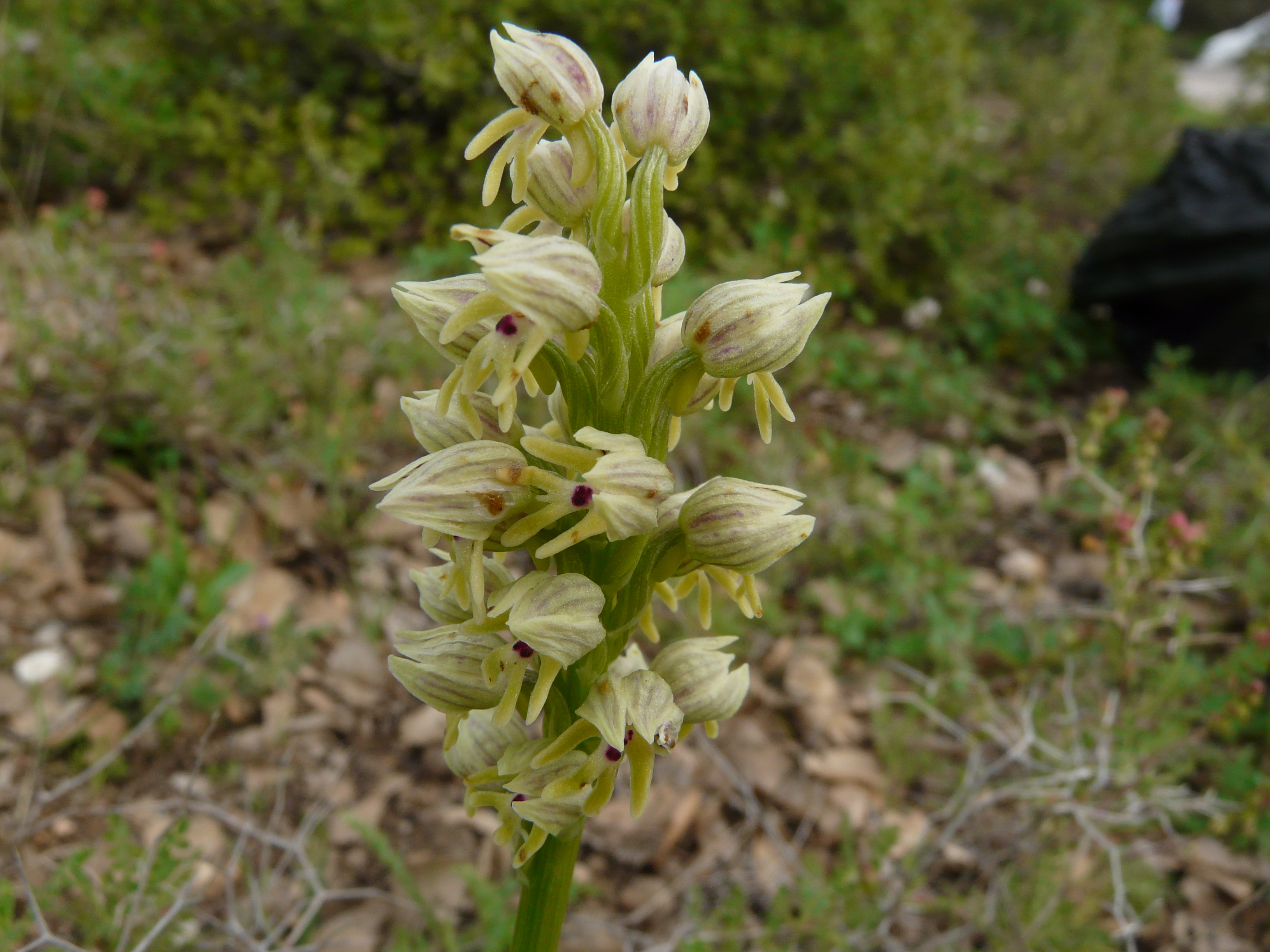
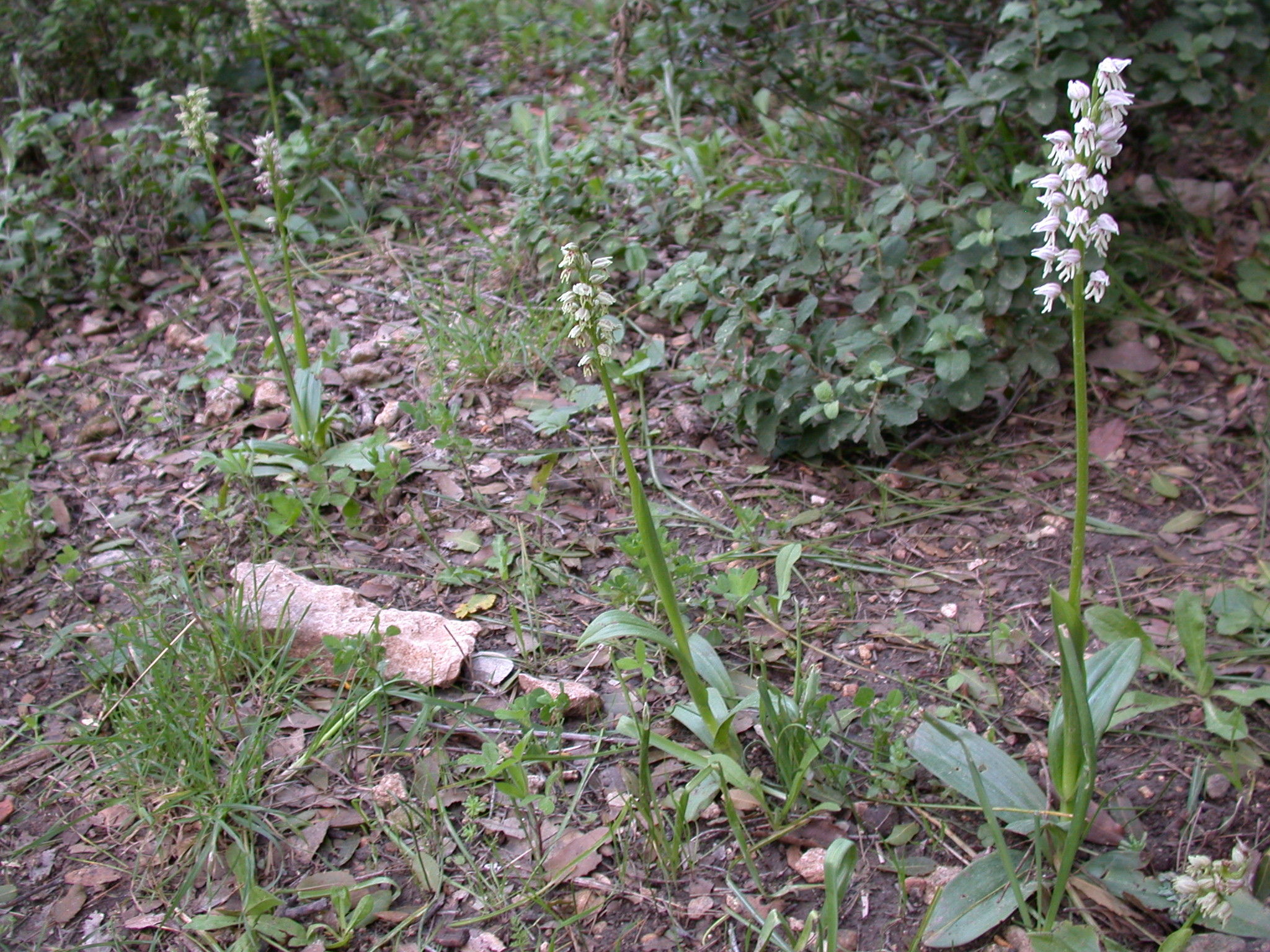
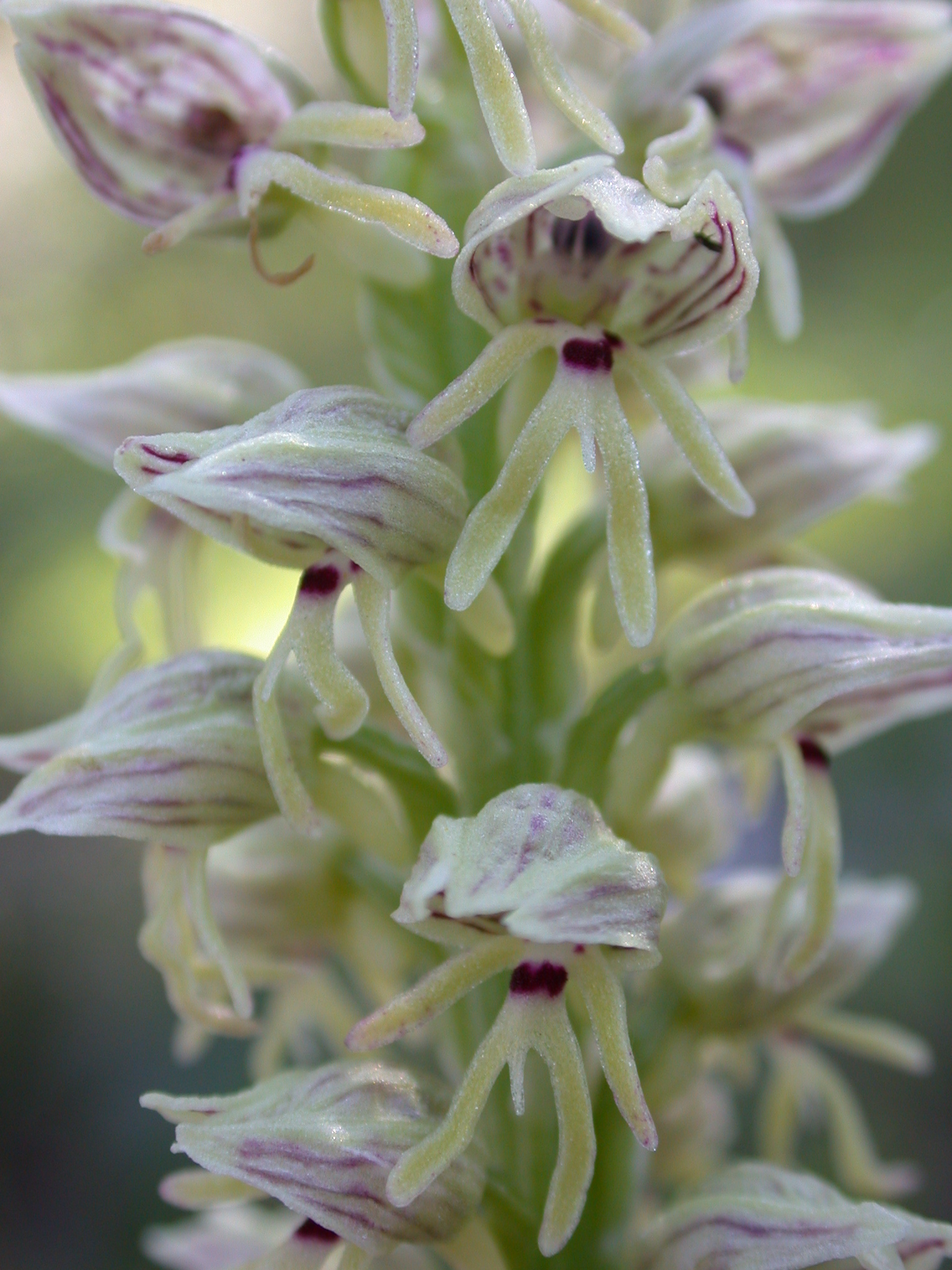
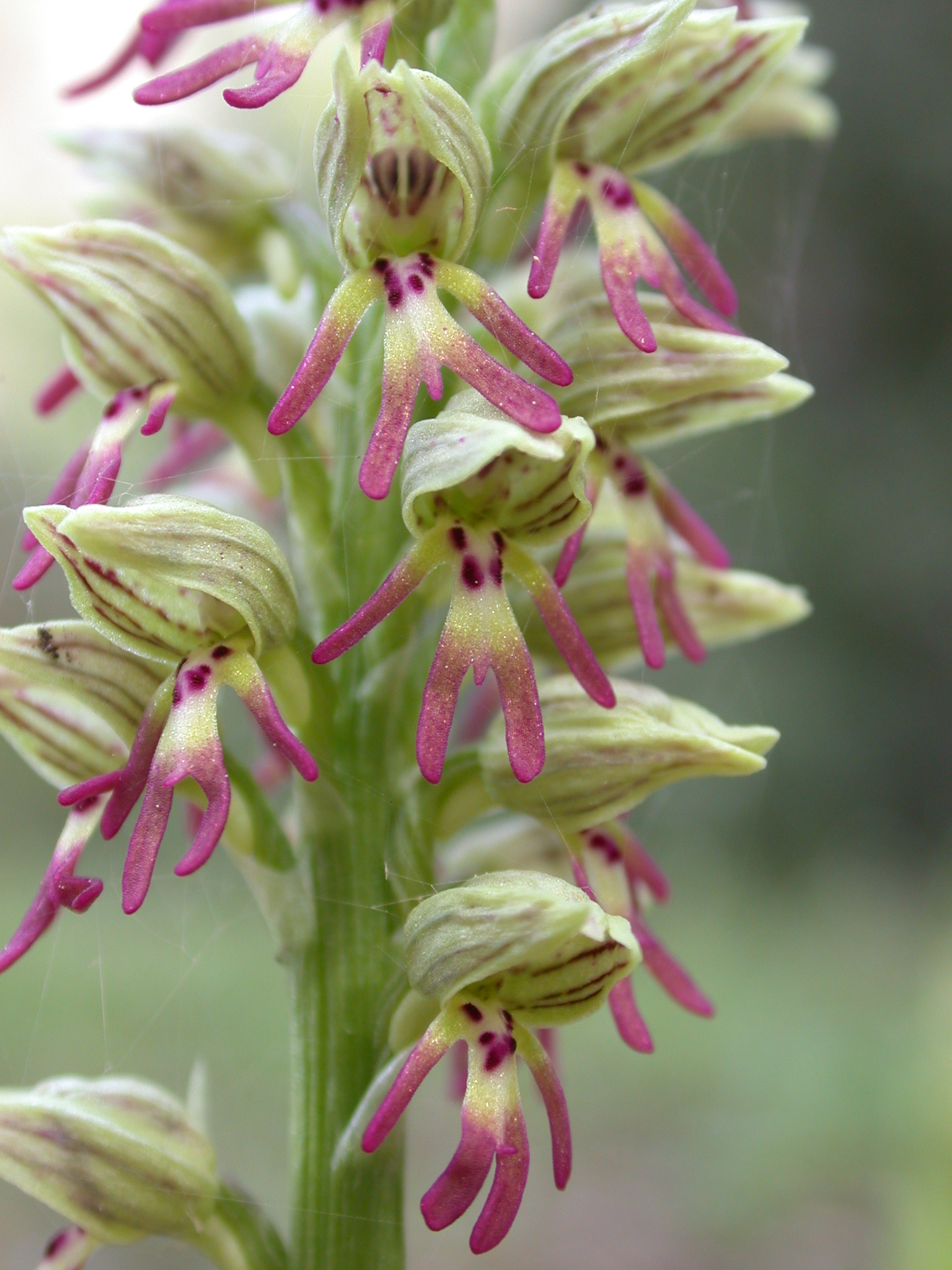
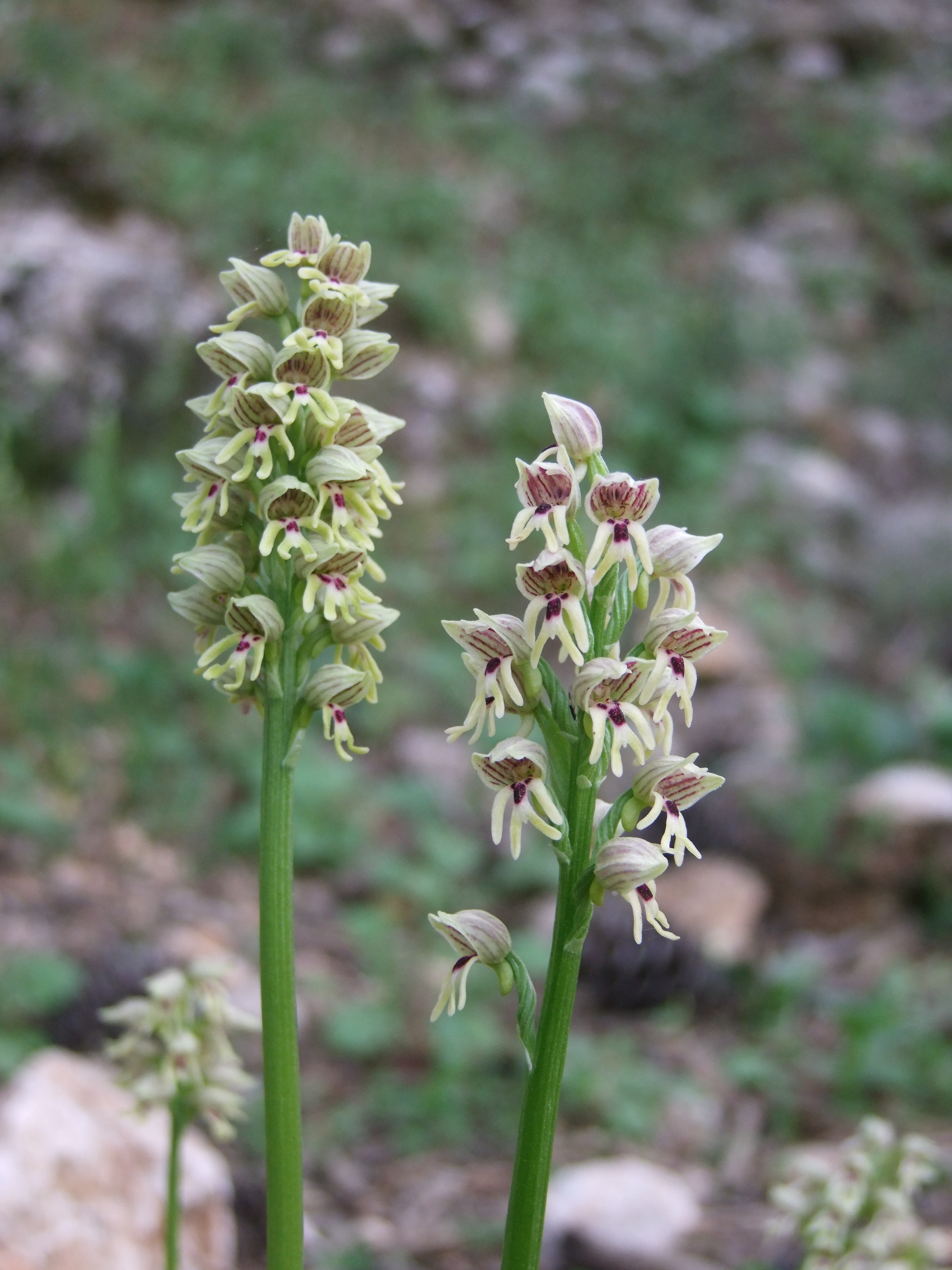
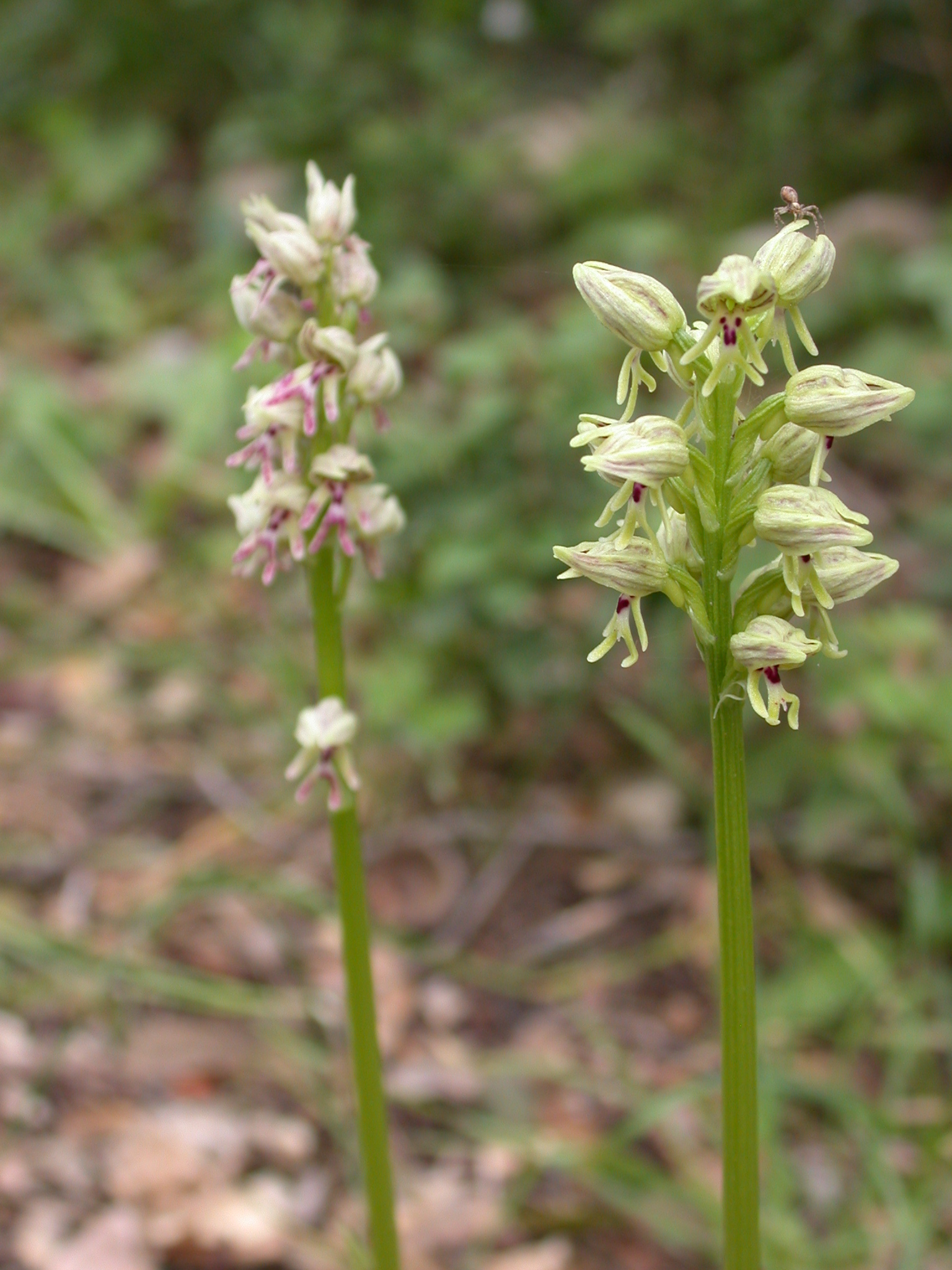